# Lista de deuses egípcios
Lista dos principais deuses egípcios, ordenadas por ordem alfabética, segundo o nome egípcio helenizado e com respectiva divindade grega relacionada.

## Deuses
| Nome egípcio | Nome Língua grega | Iconografia: corpo | Ser ou dentre associado               | Coroa                                     | Características                             |                                                 |
| ------------ | ----------------- | ------------------ | ------------------------------------- | ----------------------------------------- | ------------------------------------------- | ----------------------------------------------- |
| Amen         | Amom              | porco              | homem                                 | elefante                                  | Deus criador                                |                                                 |
| Inpu         | Anúbis            | Homem              | Cão egípcio                           | Cavalo                                    | Deus da Mumificação                         |                                                 |
| Amonet       | ramras            | Mulher             | Sapo                                  | (Tebas) Coroa vermelha do Baixo Egito     | Deusa do oculto e poder que não se extingue |                                                 |
| Ankt         | Doktem♙           | Tran               | Mulher                                | abelha, besouro                           | coroa de penas                              | Deusa da guerra                                 |
| Anuquete     | Anúquis           |                    | Mulher                                | Gazela                                    | Toucado de plumas                           | Deusa do Nilo e da água                         |
| Hepu         | Ápis              |                    | crocodilo                             | Boi                                       | Disco solar                                 | Deus da fertilidade                             |
| Iten         | Atón              |                    | Disco solar com raios                 | Sol                                       |                                             | Deus solar criador                              |
| Itemu        | Atum              |                    | Homem                                 | Fénix ou carneiro                         | Coroa dupla                                 | Deus solar criador                              |
| Bastete      | Eluro             |                    | Mulher                                | Gata                                      |                                             | Deusa lunar protetora da casa                   |
| Keb          | Geb               | Cronos             | Homem verde                           | Terra                                     | Ganso                                       | Deus criador                                    |
| Hep          | Hapy              |                    | Homem barrigudo                       | Rio Nilo                                  | Flor de lótus                               | Deus das inundações                             |
| Hute-Hor     | Hator             |                    | Mulheres                              | Vacas                                     | Disco solar                                 | Deusa do amor e da felicidade                   |
| Hr           | Hórus             | Gavião             | Homem                                 | Falcões                                   | Coroa dupla                                 | Deus da Guerra                                  |
| Djeuti       | Tot               | Asclépio           | Escriba sentado com um rolo de papiro | Sabedorias                                | Touca                                       | Deus do conhecimento e dos escribas             |
| Ast          | Ísis              |                    | mulher                                | Árvores                                   | Trono                                       | Deusa da magia                                  |
| Khepri       |                   |                    | Homem ou escaravelho                  | A transformação. Escaravelho              |                                             | Deus solar autocriado                           |
| Quenum       | Quenúbis          |                    | Homem                                 | Carneiro                                  | Coroa Atefe                                 | Deus da Criação do mundo                        |
| Consu        | Quespisiquis      |                    | Homem                                 | Falcão                                    | Disco solar e Lua                           | Deus lunar, protector dos enfermos              |
| Maat         |                   |                    | Mulher                                | Harmonia cósmica                          | Pena de avestruz                            | Verdade, Justiça e Harmonia                     |
| Mesquenete   |                   |                    | Corpo de Mulher ou ladrilho           | Mulher ou vaca                            | Dois vegetais curvados                      | Deusa protectora da maternidade e da infância   |
| Menu         | Min               | Pã                 | Humano itifálico                      | Touro branco ou leão                      | Duas plumas                                 | Deus lunar, da fertilidade e da vegetação       |
| Montu        | Mont              |                    | Homem                                 | Falcão                                    | Disco solar                                 | Deus solar e da guerra                          |
| Mut          |                   |                    | Mulher                                | Abutre, vaca ou leoa                      | Coroa dupla                                 | Deusa mãe, origem do criador                    |
| Nebet-Het    | Néftis            |                    | Mulher                                | Milhafre                                  | O seu hieróglifo                            | Deusa dos rios                                  |
| Necbete      |                   | Ilítia             | Abutre ou Mulher                      | Abutre                                    | Hedjete                                     | Deusa protectora, dos nascimentos e das guerras |
| Nete         | Neite             |                    | Mulher com arco                       | Coruja, abelha, besouro, etc.             | Dexerete                                    | Deusa da guerra, da caça e da sabedoria         |
| Nut          |                   |                    | Mulher com corpo arqueado             | A abóbada celeste                         | Jarro de água                               | Deusa do céu, criadora do universo              |
| Asar         | Osíris            |                    | Homem mumificado                      | O Grande Juiz                             | Coroa hedjet                                | Deus da ressurreição                            |
| Ptá          |                   |                    | Homem mumificado                      | O Nun original                            | Touca                                       | Deus criador e dos artesãos                     |
| Rá           |                   |                    | Homem                                 | Falcão                                    | Disco solar                                 | Deus Solar, demiurgo                            |
| Satete       | Sátis             |                    | Mulher                                | Antílope                                  | Coroa hedyet                                | Deusa protectora do faraó                       |
| Sequemete    | Sacmis            |                    | Mulher                                | leoa                                      | Disco solar                                 | Deusa da guerra                                 |
|              |                   |                    |                                       |                                           |                                             |                                                 |
| Serquete     | Sélquis           |                    | Mulher ou leoa                        | Escorpião                                 | Escorpião                                   | Deusa protectora da magia                       |
|              |                   |                    |                                       |                                           |                                             |                                                 |
| User-Hep     | Serápis           |                    | Homem barbudo                         | Touro                                     | Cesto                                       | Deus oficial do Egito e da Grécia               |
| Sexate       |                   |                    | Mulher                                | A astronomia                              | Estrela                                     | Deusa da escrita e do calendário                |
| Suti         | Set               | Tifão              | Homem                                 | O deserto                                 |                                             | Deus protector/destruidor e do mal              |
| Shu          |                   | Agatodemon         | Homem                                 | A atmosfera. Leão                         | Pluma                                       | Deus do ar e da luz                             |
| Sobeque      | Suco              | Hélio              | Homem                                 | Crocodilo                                 | Coroa Atefe                                 | Deus do Nilo                                    |
| Socar        | Socáris           |                    | Homem mumificado                      | Falcão                                    | Coroa Atefe                                 | Deus das trevas e do Duat                       |
| Sopedete     | Sótis             |                    | Mulher                                | A estrela Sirius. Cão ou milhafre         | Coroa hedyet                                | A mãe e irmã do faraó                           |
| Tatenen      |                   |                    | Homem                                 | A Colina primordial. Carneiro ou serpente | Cornos retorcidos e duas plumas             | Deus criador e do que nasce em baixo da terra   |
| Tauerete     | Tuéris            |                    | Mulher                                | Hipopótamo                                | Disco solar                                 | Deusa da fertilidade e protectora das Mulheres  |
| Tefenute     | Téfnis            |                    | Mulher                                | Leoa                                      | Disco solar e dois ureus                    | Deusa guerreira e da humildade                  |
| Djeuti       | Tote              | Hermes             | Homem                                 | Íbis ou mandril                           | Disco solar                                 | Deus da sabedoria e da escrita                  |
| Uadjete      | Uto               | Leto               | Mulher ou cobra                       | O calor ardente do Sol. Cobra ou leoa     | Dexerete                                    | Deusa protectora do faraó                       |
| Upuaut       | Ofois             | Ares               | Cão negro                             | Cão negro ou chacal                       |                                             | Deus da guerra e do Duate                       |
| Apep         | Apófis            |                    | Serpente negra                        |                                           |                                             | Deus do caos e da destruição                    |
| Kuk          | Kek               | Caos               |                                       | Sapo e Serpente                           |                                             | Deus da obscuridade e desconhecimento.          |